# Бернгард III (герцог Саксен-Мейнингена)
Бернгард III Фридрих Вильгельм Альбрехт Георг Саксен-Мейнингенский (нем. Bernhard III. Friedrich Wilhelm Albrecht Georg von Sachsen-Meiningen; 1 апреля 1851, Майнинген — 16 января 1928, Майнинген, Майнинген) — последний герцог Саксен-Мейнингенский, правивший в 1914—1918 годах, генерал-полковник прусской армии.

## Биография
Бернгард был старшим сыном герцога Георга II, герцога Саксен-Майнингенского, и его первой жены Шарлотты Фридерики Прусской. В пять лет Бернгард лишился матери, умершей при рождении четвёртого ребёнка.
Учился в Гейдельбергском и Лейпцигском университетах. Офицер (1867), генерал-майор (1889), генерал-лейтенант (1891), генерал пехоты (1895), генерал-полковник (15.09.1905) и генерал-полковник с рангом генерал-фельдмаршала императора Франца полка (1885—1889), 4-й пехотной бригады (1889—1891), 2-й гвардейской пехотной дивизии (1891—1893), 22-й дивизии в Касселе (1893—1895) и 6-го армейского корпуса в Бреслау (1895—1903). Генерал-инспектор 2-й армейской инспекции в Берлине (29.05.1903-05.12.1912).
Участвовал во франко-прусской войне 1870—1871 годов.
После смерти отца 25 июня 1914 года он принял титул герцога Саксен-Мейнингенского.
В результате поражения Германской империи в Первой мировой войне и последовавшей за ним революции монархия была ликвидирована. 10 ноября 1918 года Бернгард III вынужден был отречься от титула, Саксен-Мейнинген ненадолго стал свободным государством в составе Веймарской республики. Бывший герцог продолжал жить в Мейнингене как рядовой гражданин до своей смерти в 1928 году. Бернгард III был похоронен рядом с супругой в парке замка Альтенштайн в Бад-Либенштайне. После смерти Бернгарда главой дома Саксен-Мейнингенов стал его младший брат Эрнст.

### Семья
18 февраля 1878 году в Берлине Бернгард женился на принцессе Шарлотте Прусской (1860—1919), дочери германского императора Фридриха III и внучке британской королевы Виктории. В 1879 году у них родилась дочь Феодора Виктория Августа Мария Марианна, ставшая супругой Генриха XXX Рёйсского.

## Награды
- Орден святого Александра Невского (29.08.1896).

## Воинские звания
- 1.11.1867 — лейтенант
- 9.3.1872 — обер-лейтенант
- 18.1.1875 — капитан
- 18.2.1878 — майор
- 3.7.1885 — подполковник
- 1.9.1887 — полковник
- 1.4.1889 — прусский генерал-майор (без патента на чин)
- 13.8.1889 — прусский генерал-майор
- 27.1.1891 — прусский генерал-лейтенант
- 22.3.1895 — прусский генерал пехоты
- 22.3.1895 — саксонский генерал пехоты
- 15.9.1905 — прусский генерал-полковник
- 15.9.1905 — саксонский генерал-полковник
- 11.9.1909 — прусский генерал-полковник со званием генерал-фельдмаршала
- 11.9.1909 — саксонский генерал-полковник со званием генерал-фельдмаршала